# Briza media
Briza media é uma espécie de planta com flor pertencente à família Poaceae. 
A autoridade científica da espécie é L., tendo sido publicada em Species Plantarum 1: 70. 1753.
Os seus nomes comuns são bole-bole, bole-bole-intermédio, bule-bule, bulu-bule-intermédio ou chocalheira-intermédia.

## Portugal
Trata-se de uma espécie presente no território português, nomeadamente em Portugal Continental.
Em termos de naturalidade é nativa da região atrás indicada.

## Protecção
Não se encontra protegida por legislação portuguesa ou da Comunidade Europeia.